# Aborígenes tasmanianos

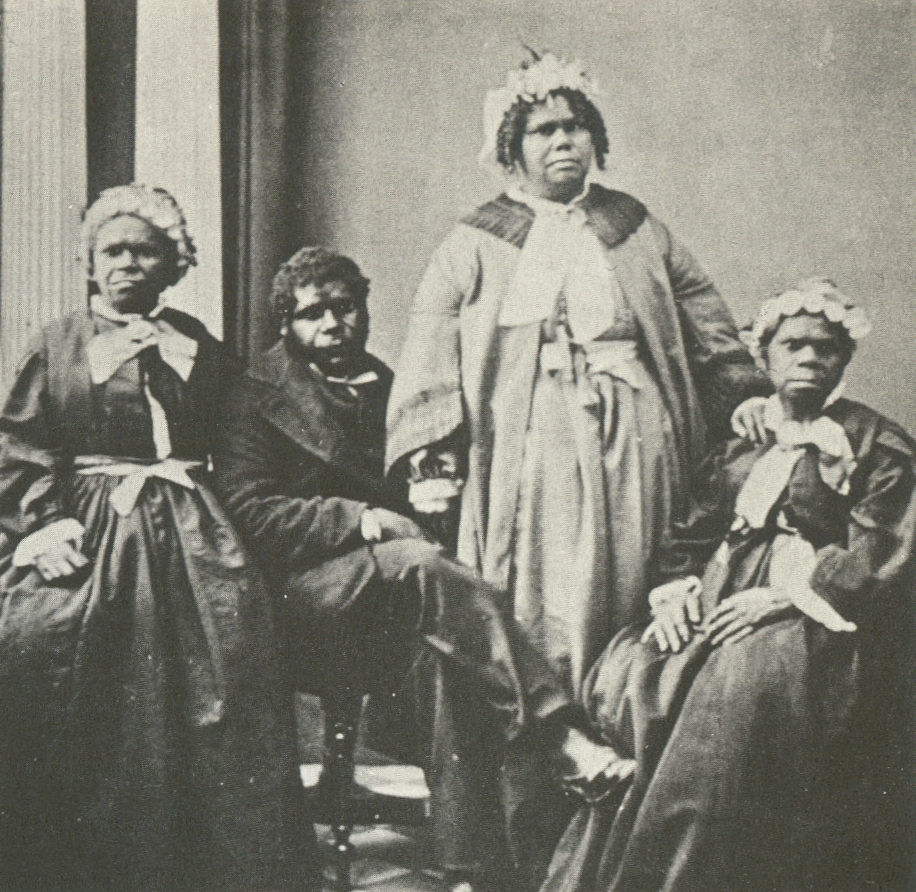
Uma imagem dos últimos quatro aborígenes tasmanianos, de "puro sangue", c. 1860s. Truganini, a última a sobreviver, está sentada mais à direita.

Os aborígenes tasmanianos (nome aborígene: Palawa) são os povos indígenas da ilha da Tasmânia, Austrália.
Durante 1803-1833, uma população de aborígenes tasmanianos foi reduzida de uma estimativa de 5.000 para cerca de 300, principalmente devido a doenças introduzidas por colonizadores britânicos e conflitos com os colonizadores. Um dos últimos Palawa de "sangue puro", uma mulher chamada Trugernanner, morreu em 1876. No entanto, muitas pessoas de descendência Palawa permaneceram e alguns aspectos da cultura tradiconal sobreviveram entre eles.
Quase todas as línguas indígenas tasmanianas foram perdidas. Actualmente existe um esforço para reconstruir uma das línguas a partir de listas de palavras e para manter viva a cultura aborígene a partir de aspectos mantidos em algumas famílias com ascendentes nos povos aborígenes. Alguns membros da comunidade de descendentes actuais, que clamam a ancestralidade nos aborígenes tasmanianos, são o resultado da população aborígene pré-colonização terem sido intensamente misturados com comunidades colonizadoras europeias, particularmente aquelas provenientes das ilhas britânicas.